# Campeonato Sudamericano de Baloncesto Sub-15 de 2014
El Campeonato Sudamericano de Baloncesto Sub-15 de 2014 corresponde a la XII edición del Campeonato Sudamericano de Baloncesto Sub-15, fue organizado por FIBA Américas. Fue disputado en el Domo Bolivariano en la ciudad de Barquisimeto, en el estado de Lara en Venezuela entre el 30 de octubre y el 3 de noviembre de 2014 y los 3 mejores clasifican al Fiba Americas Sub-16 a realizarse en 2014

## Primera fase

### Grupo A
|   | Equipo    | Pts | J | G | P | PF  | PC  | Dif |
| - | --------- | --- | - | - | - | --- | --- | --- |
| 1 | Argentina | 6   | 3 | 3 | 0 | 217 | 167 | +50 |
| 2 | Chile     | 5   | 3 | 2 | 1 | 190 | 189 | +1  |
| 3 | Uruguay   | 4   | 3 | 1 | 2 | 195 | 179 | +16 |
| 4 | Colombia  | 3   | 3 | 0 | 3 | 156 | 223 | -67 |

| 30 de octubre, 14:30                  | Uruguay                               | 61 - 63                               | Chile                          |  |
| Reporte                               |                                       |                                       |                                |  |
| Parciales: 10-16, 11-17, 15-13, 25-17 | Parciales: 10-16, 11-17, 15-13, 25-17 | Parciales: 10-16, 11-17, 15-13, 25-17 | Domo Bolivariano, Barquisimeto |  |
| Leandro García 28 puntos              | Pts                                   | Ignacio Arroyo 13 puntos              | Domo Bolivariano, Barquisimeto |  |
| Leandro García 13 rebotes             | Rebs                                  | Sebastian Leefhelm 6 rebotes          | Domo Bolivariano, Barquisimeto |  |
| Pierino Rusch 3 asistencias           | Asists                                | Martín Sánchez 3 asistencias          | Domo Bolivariano, Barquisimeto |  |

| 30 de octubre, 23:00                  | Argentina                             | 77 - 52                               | Colombia                       |  |
| Reporte                               |                                       |                                       |                                |  |
| Parciales: 13-17, 20-12, 22-11, 22-12 | Parciales: 13-17, 20-12, 22-11, 22-12 | Parciales: 13-17, 20-12, 22-11, 22-12 | Domo Bolivariano, Barquisimeto |  |
| Franco Gaston Zandomeni 17 puntos     | Pts                                   | Leyder Moreno 18 puntos               | Domo Bolivariano, Barquisimeto |  |
| Jonatan Basualdo 17 rebotes           | Rebs                                  | Leyder Moreno 10 rebotes              | Domo Bolivariano, Barquisimeto |  |
| Alexis Adrian 5 asistencias           | Asists                                | Andrés Ochoa 1 asistencia             | Domo Bolivariano, Barquisimeto |  |

| 31 de octubre, 15:00                | Chile                               | 55 - 70                             | Argentina                      |  |
| Reporte                             |                                     |                                     |                                |  |
| Parciales: 14-9, 16-14, 9-18, 16-29 | Parciales: 14-9, 16-14, 9-18, 16-29 | Parciales: 14-9, 16-14, 9-18, 16-29 | Domo Bolivariano, Barquisimeto |  |
| Sebastian Leefhelm 13 puntos        | Pts                                 | Franco Baralle 20 puntos            | Domo Bolivariano, Barquisimeto |  |
| Rodrigo Rojas 6 rebotes             | Rebs                                | Ignacio Cuassolo 10 rebotes         | Domo Bolivariano, Barquisimeto |  |
| Martín Sánchez 3 asistencias        | Asists                              | Ignacio Cuassolo 4 asistencias      | Domo Bolivariano, Barquisimeto |  |

| 31 de octubre, 17:00                | Colombia                            | 46 - 74                             | Uruguay                        |  |
| Reporte                             |                                     |                                     |                                |  |
| Parciales: 8-21, 15-10, 17-17, 6-26 | Parciales: 8-21, 15-10, 17-17, 6-26 | Parciales: 8-21, 15-10, 17-17, 6-26 | Domo Bolivariano, Barquisimeto |  |
| Camilo Gómez 15 puntos              | Pts                                 | Leandro García 18 puntos            | Domo Bolivariano, Barquisimeto |  |
| Leyder Moreno 7 rebotes             | Rebs                                | Leandro García 14 rebotes           | Domo Bolivariano, Barquisimeto |  |
| Camilo Gomez 3 asistencias          | Asists                              | Leandro García 4 asistencias        | Domo Bolivariano, Barquisimeto |  |

| 1 de noviembre, 13:00               | Chile                               | 72 - 58                             | Colombia                       |  |
| Reporte                             |                                     |                                     |                                |  |
| Parciales: 22-6, 15-26, 19-17, 16-9 | Parciales: 22-6, 15-26, 19-17, 16-9 | Parciales: 22-6, 15-26, 19-17, 16-9 | Domo Bolivariano, Barquisimeto |  |
| Eduardo Tello 20 puntos             | Pts                                 | Leyder Moreno 21 puntos             | Domo Bolivariano, Barquisimeto |  |
| Ignacio Arroyo 7 rebotes            | Rebs                                | Leyder Moreno 19 rebotes            | Domo Bolivariano, Barquisimeto |  |
| Askati Pickett 3 asistencias        | Asists                              | Luis Valencia 3 asistencias         | Domo Bolivariano, Barquisimeto |  |

| 1 de noviembre, 17:00                | Argentina                            | 70 - 60                              | Uruguay                        |  |
| Reporte                              |                                      |                                      |                                |  |
| Parciales: 13-16, 23-12, 21-7, 13-25 | Parciales: 13-16, 23-12, 21-7, 13-25 | Parciales: 13-16, 23-12, 21-7, 13-25 | Domo Bolivariano, Barquisimeto |  |
| Franco Gaston Zandomeni 16 puntos    | Pts                                  | Pierino Rusch 14 puntos              | Domo Bolivariano, Barquisimeto |  |
| Nicolas Franco 18 rebotes            | Rebs                                 | Guillermo Lavista 7 rebotes          | Domo Bolivariano, Barquisimeto |  |
| Elias Iniguez 4 asistencias          | Asists                               | Santiago Pernas 4 asistencias        | Domo Bolivariano, Barquisimeto |  |

### Grupo B
|   | Equipo    | Pts | J | G | P | PF  | PC  | Dif |
| - | --------- | --- | - | - | - | --- | --- | --- |
| 1 | Brasil    | 6   | 3 | 3 | 0 | 214 | 152 | +62 |
| 2 | Venezuela | 5   | 3 | 2 | 1 | 209 | 147 | +62 |
| 3 | Perú      | 4   | 3 | 1 | 2 | 157 | 189 | -32 |
| 4 | Ecuador   | 3   | 3 | 0 | 3 | 123 | 215 | -92 |

| 30 de octubre, 16:30                 | Brasil                               | 74 - 41                              | Ecuador                        |  |
| Reporte                              |                                      |                                      |                                |  |
| Parciales: 12-12, 22-11, 23-6, 17-12 | Parciales: 12-12, 22-11, 23-6, 17-12 | Parciales: 12-12, 22-11, 23-6, 17-12 | Domo Bolivariano, Barquisimeto |  |
| Danil Santos 13 puntos               | Pts                                  | Walther Klinger 8 puntos             | Domo Bolivariano, Barquisimeto |  |
| Kayo Mafio 9 rebotes                 | Rebs                                 | Gonzalo Reinoso 7 rebotes            | Domo Bolivariano, Barquisimeto |  |
| Guilherme Abreu 4 asistencias        | Asists                               | Walther Klinger 3 asistencias        | Domo Bolivariano, Barquisimeto |  |

| 30 de octubre, 19:00                 | Venezuela                            | 65 - 49                              | Perú                           |  |
| Reporte                              |                                      |                                      |                                |  |
| Parciales: 20-13, 13-6, 17-17, 15-13 | Parciales: 20-13, 13-6, 17-17, 15-13 | Parciales: 20-13, 13-6, 17-17, 15-13 | Domo Bolivariano, Barquisimeto |  |
| Jhonnthan Martínez 15 puntos         | Pts                                  | Juan Venegas 18 puntos               | Domo Bolivariano, Barquisimeto |  |
| Jhonnthan Martínez 7 rebotes         | Rebs                                 | Juan Venegas 6 rebotes               | Domo Bolivariano, Barquisimeto |  |
| Carlos Paez 6 asistencias            | Asists                               | Juan Venegas 3 asistencias           | Domo Bolivariano, Barquisimeto |  |

| 31 de octubre, 13:00               | Perú                               | 45 - 70                            | Brasil                         |  |
| Reporte                            |                                    |                                    |                                |  |
| Parciales: 5-22, 8-7, 13-26, 19-15 | Parciales: 5-22, 8-7, 13-26, 19-15 | Parciales: 5-22, 8-7, 13-26, 19-15 | Domo Bolivariano, Barquisimeto |  |
| Juan Venegas 18 puntos             | Pts                                | Guilherme Abreu 14 puntos          | Domo Bolivariano, Barquisimeto |  |
| Juan Venegas 8 rebotes             | Rebs                               | Yago Dos Santos 9 rebotes          | Domo Bolivariano, Barquisimeto |  |
| Juan Venegas 3 asistencias         | Asists                             | Yago Dos Santos 4 asistencias      | Domo Bolivariano, Barquisimeto |  |

| 31 de octubre, 19:00              | Venezuela                         | 78 - 28                           | Ecuador                        |  |
| Reporte                           |                                   |                                   |                                |  |
| Parciales: 19-8, 26-6, 18-8, 15-6 | Parciales: 19-8, 26-6, 18-8, 15-6 | Parciales: 19-8, 26-6, 18-8, 15-6 | Domo Bolivariano, Barquisimeto |  |
| Carlos Lenuz 16 puntos            | Pts                               | Walther Klinger 8 puntos          | Domo Bolivariano, Barquisimeto |  |
| Gabriel Pino 9 rebotes            | Rebs                              | Jorge Cabezas 7 rebotes           | Domo Bolivariano, Barquisimeto |  |
| Gabriel Pino 3 asistencias        | Asists                            | Johu Castillo 2 asistencias       | Domo Bolivariano, Barquisimeto |  |

| 1 de noviembre, 15:00                | Ecuador                              | 54 - 63                              | Perú                           |  |
| Reporte                              |                                      |                                      |                                |  |
| Parciales: 12-22, 17-13, 10-22, 15-6 | Parciales: 12-22, 17-13, 10-22, 15-6 | Parciales: 12-22, 17-13, 10-22, 15-6 | Domo Bolivariano, Barquisimeto |  |
| Mayre Mina 15 puntos                 | Pts                                  | Cesar Villalobos 18 puntos           | Domo Bolivariano, Barquisimeto |  |
| Mayre Mina 10 rebotes                | Rebs                                 | Pablo Forre 9 rebotes                | Domo Bolivariano, Barquisimeto |  |
| Walther Klinger 2 asistencias        | Asists                               | Juan Venegas 4 asistencias           | Domo Bolivariano, Barquisimeto |  |

| 1 de noviembre, 19:00                 | Venezuela                             | 66 - 70                               | Brasil                         |  |
| Reporte                               |                                       |                                       |                                |  |
| Parciales: 10-25, 14-11, 29-15, 13-19 | Parciales: 10-25, 14-11, 29-15, 13-19 | Parciales: 10-25, 14-11, 29-15, 13-19 | Domo Bolivariano, Barquisimeto |  |
| Carlos Paez 15 puntos                 | Pts                                   | Yago Dos Santos 23 puntos             | Domo Bolivariano, Barquisimeto |  |
| Erick Rodríguez 10 rebotes            | Rebs                                  | Kayo Mafio 6 rebotes                  | Domo Bolivariano, Barquisimeto |  |
| Gabriel Pino 4 asistencias            | Asists                                | Danil Santos 5 asistencias            | Domo Bolivariano, Barquisimeto |  |

### 5 al 8 lugar
| 2 de noviembre, 13:00                | Uruguay                              | 75 - 53                              | Ecuador                        |  |
| Reporte                              |                                      |                                      |                                |  |
| Parciales: 20-15, 20-19, 21-8, 14-11 | Parciales: 20-15, 20-19, 21-8, 14-11 | Parciales: 20-15, 20-19, 21-8, 14-11 | Domo Bolivariano, Barquisimeto |  |
| Pierino Rusch 20 puntos              | Pts                                  | Carlos Ayovi 14 puntos               | Domo Bolivariano, Barquisimeto |  |
| Theo Metzger 12 rebotes              | Rebs                                 | Jorge Cabezas 8 rebotes              | Domo Bolivariano, Barquisimeto |  |
| Pierino Rusch 5 asistencias          | Asists                               | Michael Moncayo 3 asistencias        | Domo Bolivariano, Barquisimeto |  |

| 2 de noviembre, 15:00                 | Perú                                  | 77 - 73                               | Colombia                       |  |
| Reporte                               |                                       |                                       |                                |  |
| Parciales: 18-15, 18-20, 19-26, 22-12 | Parciales: 18-15, 18-20, 19-26, 22-12 | Parciales: 18-15, 18-20, 19-26, 22-12 | Domo Bolivariano, Barquisimeto |  |
| Juan Venegas 21 puntos                | Pts                                   | Andrés Montalvo 16 puntos             | Domo Bolivariano, Barquisimeto |  |
| Juan Venegas 9 rebotes                | Rebs                                  | Leyder Moreno 13 rebotes              | Domo Bolivariano, Barquisimeto |  |
| Juan Venegas 4 asistencias            | Asists                                | Leyder Moreno 5 asistencias           | Domo Bolivariano, Barquisimeto |  |

### Partido por el 7 lugar
| 3 de noviembre, 13:00                                              | Ecuador                                                            | 80 - 79                                                            | Colombia                       |  |
| Reporte                                                            |                                                                    |                                                                    |                                |  |
| Parciales: 13-11, 11-11, 22-21, 10-13 OT1= 10-10 OT2= 6-6 OT3= 8-7 | Parciales: 13-11, 11-11, 22-21, 10-13 OT1= 10-10 OT2= 6-6 OT3= 8-7 | Parciales: 13-11, 11-11, 22-21, 10-13 OT1= 10-10 OT2= 6-6 OT3= 8-7 | Domo Bolivariano, Barquisimeto |  |
| Michael Moncayo 19 puntos                                          | Pts                                                                | Leyder Moreno 28 puntos                                            | Domo Bolivariano, Barquisimeto |  |
| Jorge Cabezas 17 rebotes                                           | Rebs                                                               | Leyder Moreno 19 rebotes                                           | Domo Bolivariano, Barquisimeto |  |
| Michael Moncayo 5 asistencias                                      | Asists                                                             | Leyder Moreno 3 asistencias                                        | Domo Bolivariano, Barquisimeto |  |

### Partido por el 5 lugar
| 3 de noviembre, 15:00                | Uruguay                              | 73 - 54                              | Perú                           |  |
| Reporte                              |                                      |                                      |                                |  |
| Parciales: 19-11, 16-9, 27-16, 11-18 | Parciales: 19-11, 16-9, 27-16, 11-18 | Parciales: 19-11, 16-9, 27-16, 11-18 | Domo Bolivariano, Barquisimeto |  |
| Leandro García 27 puntos             | Pts                                  | Juan Venegas 15 puntos               | Domo Bolivariano, Barquisimeto |  |
| Pierino Rusch 7 rebotes              | Rebs                                 | Jose Mesones 8 rebotes               | Domo Bolivariano, Barquisimeto |  |
| Pierino Rusch 5 asistencias          | Asists                               | Mariano Meza 4 asistencias           | Domo Bolivariano, Barquisimeto |  |

## Fase final

### Semifinal
| 2 de noviembre, 17:00               | Brasil                              | 90 - 45                             | Chile                          |  |
| Reporte                             |                                     |                                     |                                |  |
| Parciales: 25-15, 15-7, 27-14, 23-9 | Parciales: 25-15, 15-7, 27-14, 23-9 | Parciales: 25-15, 15-7, 27-14, 23-9 | Domo Bolivariano, Barquisimeto |  |
| Thiago Duarte 16 puntos             | Pts                                 | Eduardo Tello 12 puntos             | Domo Bolivariano, Barquisimeto |  |
| Matheus Damacena 11 rebotes         | Rebs                                | Sebastian Leefhelm 4 rebotes        | Domo Bolivariano, Barquisimeto |  |
| Guilherme Abreu 4 asistencias       | Asists                              | Askati Pickett 4 asistencioas       | Domo Bolivariano, Barquisimeto |  |

| 2 de noviembre, 19:00                 | Argentina                            | 66 - 49                              | Venezuela                      |  |
| Reporte                               |                                      |                                      |                                |  |
| Parciales: 12-12, 18-8, 23-14, 13-15  | Parciales: 12-12, 18-8, 23-14, 13-15 | Parciales: 12-12, 18-8, 23-14, 13-15 | Domo Bolivariano, Barquisimeto |  |
| Franco Gaston Zandomeni 20 puntos     | Pts                                  | Angel Lugo 10 puntos                 | Domo Bolivariano, Barquisimeto |  |
| Nicolas Franco 14 rebotes             | Rebs                                 | Erick Rodríguez 11 rebotes           | Domo Bolivariano, Barquisimeto |  |
| Franco Gaston Zandomeni 5 asistencias | Asists                               | Carlos Paez 4 asistencias            | Domo Bolivariano, Barquisimeto |  |

### Partido por el 3 lugar
| 3 de noviembre, 17:00                | Venezuela                            | 68 - 44                              | Chile                          |  |
| Reporte                              |                                      |                                      |                                |  |
| Parciales: 16-9, 23-11, 16-10, 13-14 | Parciales: 16-9, 23-11, 16-10, 13-14 | Parciales: 16-9, 23-11, 16-10, 13-14 | Domo Bolivariano, Barquisimeto |  |
| Gabriel Pino 18 puntos               | Pts                                  | Ignacio Arroyo 11 puntos             | Domo Bolivariano, Barquisimeto |  |
| Gabriel Pino 11 rebotes              | Rebs                                 | Sebastian Leefhelm 9 rebotes         | Domo Bolivariano, Barquisimeto |  |
| Carlos Paez 3 asistencias            | Asists                               | Ignacio Arroyo 1 asistencias         | Domo Bolivariano, Barquisimeto |  |

### Final
| 3 de noviembre, 19:00                 | Argentina                             | 55 - 66                               | Brasil                         |  |
| Reporte                               |                                       |                                       |                                |  |
| Parciales: 11-13, 13-17, 15-15, 16-21 | Parciales: 11-13, 13-17, 15-15, 16-21 | Parciales: 11-13, 13-17, 15-15, 16-21 | Domo Bolivariano, Barquisimeto |  |
| Franco Baralle 16 puntos              | Pts                                   | Yago Dos Santos 16 puntos             | Domo Bolivariano, Barquisimeto |  |
| Ignacio Cuassolo 11 rebotes           | Rebs                                  | Guilherme Abreu 12 rebotes            | Domo Bolivariano, Barquisimeto |  |
| Franco Baralle 1 asistencias          | Asists                                | Lucas Santos 3 asistencias            | Domo Bolivariano, Barquisimeto |  |

| Brasil         |
| Campeón Brasil |
| Cuarto Título  |

## Clasificación
| Posición | Equipo    |
| -------- | --------- |
| 1        | Brasil    |
| 2        | Argentina |
| 3        | Venezuela |
| 4        | Chile     |
| 5        | Uruguay   |
| 6        | Perú      |
| 7        | Ecuador   |
| 8        | Colombia  |

## Clasificados al FIBA Américas Sub-16 2015
| Bandera de Brasil | Bandera de Argentina | Bandera de Venezuela |
| Brasil            | Argentina            | Venezuela            |
| ----------------- | -------------------- | -------------------- |